# Olmo (auteur)
Luis del Olmo Alonso, dit Olmo (né le 24 août 1922 à Bilbao et mort le 8 septembre 2021) est un auteur de bande dessinée espagnol, créateur en 1945 du comic strip Don Celes (es) dans La Gaceta del Norte, dont il a publié plus de 15 000 épisodes au long de sa carrière.

## Prix
- 2007 : Prix Haxtur de l'« auteur que nous aimons », pour l'ensemble de sa carrière
- 2009 : Prix Notaire de l'humour (es), pour l'ensemble de sa carrière